# 高茎卷瓣兰
高茎卷瓣兰（学名：Bulbophyllum elatum）为兰科石豆兰属下的一个种。

## 扩展阅读
- 維基物種上的相關：高茎卷瓣兰